# Рішар Клайдерман
Річард Клайдерман (фр. Richard Clayderman); справжнє ім'я Філіп Робер Люк Паже (фр. Philippe Robert Luc Pagès); (нар. 28 грудня 1953, Париж) — французький піаніст, аранжувальник, виконавець класичної та етнічної музики, а також музики до кінофільмів.

## Біографія
Народився 28 грудня 1953 року в родині викладача музики. Його батько почав навчати його гри на фортепіано у надто юному віці. Коли йому було шість років, малий Філіп володів нотною грамотою краще, ніж рідною французькою мовою. У дванадцять років його прийняли до консерваторії, де у шістнадцятирічному віці здобув перший приз.
Йому пророкували блискучу кар'єру класичного піаніста. Проте, на загальний подив, він припинив класичну освіту і розпочав грати популярну музику.
Коли захворів його батько, прийшлося заробляти собі на життя, він почав працювати акомпаніатором і сесійним музикантом — в той час за це непогано платили. Маючи добру класичну освіту, він не залишився непоміченим, і грав у таких великих французьких зірок, як Мішель Сарду (фр. Michel Sardou), Тьєрі ле Люрон (фр. Thierry Le Luron) і Джоні Голідей (фр. Johnny Hallyday). У цей час Філіп Пажé не прагнув слави — він був щасливий, що акомпанує і грає у відомих музичних групах.

## Балада для Аделіни
Перелом стався у 1976 році, коли відомий французький продюсер Олів'є Тусен (фр. Olivier Toussaint), разом зі своїм партнером Полем де Сеневілем (фр. Paul de Senneville), шукав піаніста для запису ніжної балади для фортепіано. Поль написав цю баладу на честь своєї новонародженої дочки — Аделіни. На запис цієї балади крім 23-річного Філіпа Паже претендувало ще 20 інших піаністів. Однак, серед конкурентів вибрали саме його. Щоб уникнути неправильної вимови за межами Франції свого справжнього ім'я — Філіп Паже, його було замінено на псевдонім — Рішар Клайдерман, (він прийняв прізвище своєї прабабусі). Всесвітньо відома «Балада для Аделіни» (фр. Ballade pour Adeline), написана Полем де Сеневілем, зробила Рішара Клайдермана всесвітньовідомим. Було продано 22 млн копій у більш ніж 30 країнах світу.

## Записи, концерти
З того часу, неповторний стиль фортепіано Рішара Клайдермана здобув йому статус суперзірки в усьому світі. До сьогодні він записав понад 1200 мелодій, випустив понад 100 компакт-дисків загальним тиражем 90 млн примірників і завоював неймовірну кількість нагород (2007 р.): 267 золотих і 70 платинових дисків. Проте, «принц романсу» (як його називала Ненсі Рейган) не тільки записує диски, насправді, незважаючи на його природну соромливість, він абсолютно у своїй стихії на сцені. Він дав більш як 2000 концертів у всьому світі. На концертах, чи з його 10-ма музикантами, чи з симфонічним оркестром, він змішує різні темпи, ритми та стилі, щоб викликати у слухачів усі види емоцій. На вершині своєї кар'єри, він давав по 200 концертів за 250 днів. Деякі з його концертів, наприклад у Пекіні, відбувалися перед двадцятитисячною аудиторією. У 1987 році один з його перших концертів в Азії (Шанхай, Китай) транслювався на телеканалах для восьмисотмільйонної глядацької аудиторії.